# Plympton (Devon)
Plympton, o Plympton Maurice o Plympton St Maurice o Plympton St Mary o Plympton Erle, és un suburbi molt poblat de la ciutat de Plymouth (incorporat des de 1967) a Devon, Anglaterra
Plympton té el seu propi centre urbà (anomenat Ridgeway), i és una amalgama de diverses poblacions incloent St Mary's, St Maurice, Colebrook, Woodford, Newnham, Langage i Chaddlewood.

## Història
Prop de Plympton hi ha el turó de l'Edat del Ferro de Boringdon Camp.

### Domesday Book
Plympton està llistat al Domesday Book de 1086

### Priorat de Plympton
Plympton va ser la seu d'un important priorat de monjos agustins fundat per William Warelwast a principis del segle xii.

### Castell de Plympton

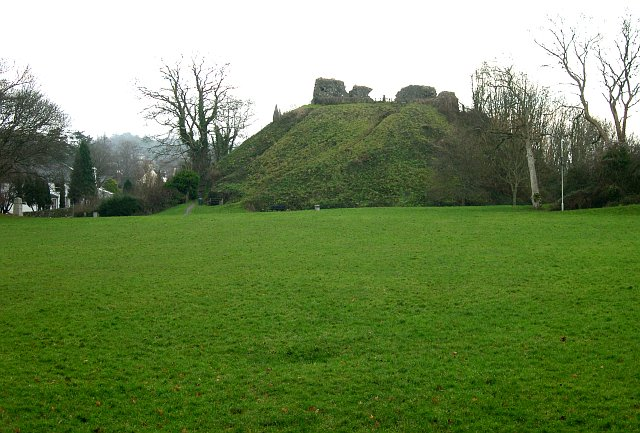
Castell de Plympton

Richard de Redvers (mort el 1107) va obtenir la baronia feudal de Plympton, per part del Rei Henry I d'Anglaterra (1100-1135).

### Lloc de naixement de Joshua Reynolds

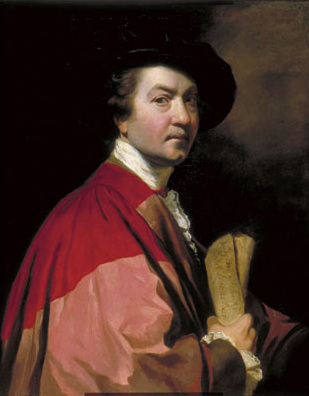
Sir Joshua Reynolds en un autorretrat

Aquesta població va ser el lloc de naixement i primera residència del pintor Joshua Reynolds. Reynolds en va ser el batlle i també el primer president de la Royal Academy of Art.